# Neserigone basarukini
Espèce
Neserigone basarukini est une espèce d'araignées aranéomorphes de la famille des Linyphiidae.

## Distribution
Cette espèce se rencontre au Japon et en Russie en Extrême-Orient,.

## Étymologie
Cette espèce est nommée en l'honneur d'Anatoli M. Basarukin.

## Publication originale
- Eskov, 1992 : A restudy of the generic composition of the linyphiid spider fauna of the Far East (Araneida: Linyphiidae). Entomologica Scandinavica, vol. 23, no 2, p. 153-168.